# Протасово (Железногорский район)
Прота́сово — деревня в Железногорском районе Курской области. Входит в состав Рышковского сельсовета.

## География
Расположена в 24 км к юго-востоку от Железногорска на левом берегу реки Усожи. К западу от Протасова находится деревня Фоминка, к востоку — Комаровка.

## Этимология
Получила название по фамилии первозаимщиков — однодворцев Протасовых. В XIX веке носила название Львовка.

## История
Основана и заселена однодворцами Протасовыми. Впоследствии сюда были поселены также владельческие крестьяне. На плане генерального межевания Фатежского уезда 1785 года будущее Протасово обозначено как часть села Шатохино. К середине XIX века деревня приобрела статус отдельного населённого пункта и получила название Львовка. Название Протасово или Протасовка в то время также использовалось, но реже.
По данным 9-й ревизии 1850 года, владельческие крестьяне Львовки и соседней деревни Комаровки принадлежали следующим помещикам: жене штабс-капитана Марии Шатохиной (58 душ мужского пола) и наследникам подполковника Фёдора Шатохина (36 д.м.п.). В 1861 году деревня вошла в состав Игинской волости Фатежского уезда. В 1862 году в бывшей казённой и владельческой деревне Львовке было 14 дворов, проживало 173 человека (87 мужского пола и 86 женского).
С начала 1880-х годов Львовка числилась в составе Нижнереутской волости Фатежского уезда. По данным земской переписи 1883 года, в деревне было 8 дворов, которые населяли бывшие однодворцы Протасовы. Деревня в то время состояла из 1 общины.
После установления советской власти Протасово вошло в состав Басовского сельсовета. С 1928 года в составе Фатежского района. В 1935—1963 годах деревня находилась в составе Верхнелюбажского района, затем возвращена в Фатежский район. В 1937 году в Протасово было 12 дворов. Во время Великой Отечественной войны, с октября 1941 года по февраль 1943 года, находилась в зоне немецко-фашистской оккупации. В 1950-е годы крестьянские хозяйства деревни числились в колхозе имени Сталинской Конституции (центр в с. Шатохино). В декабре 1991 года вместе с Басовским сельсоветом была передана из Фатежского района в Железногорский. В 2017 году, с упразднением Басовского сельсовета, деревня была передана в Рышковский сельсовет.

## Население
| 1862 | 1883 | 1979 | 2002 | 2010 |
| ---- | ---- | ---- | ---- | ---- |
| 173  | ↘61  | ↘35  | ↘14  | ↘8   |